# دوره نخست مجلس شورای اسلامی
انتخابات نخستین دوره مجلس شورای ملی، پس از انقلاب ۵۷، که مرحله اول آن در ۲۴ اسفند ۱۳۵۸ شمسی و مرحله دوم آن در ۱۹ اردیبهشت ۱۳۵۹، برگزار گردید و در تاریخ ۷ خرداد ۱۳۵۹ شمسی، نخستین جلسه مجلس اول برگزار گردید. بیشتر نمایندگان حاضر در این دوره از مجلس، در دوره رژیم پهلوی، از زندانیان سیاسی بودند.
رئیس سنی مجلس اول در ابتدا با یدالله سحابی بود و نایب رئیس اول مهندس مهدی بازرگان بود. پس از تصویب اعتبارنامه‌ها و رد اعتبارنامه ۱۲ نفر چون رحمان دادمان، خسرو قشقایی، حسن بهروزیه، احمد مدنی و ابوالقاسم حسینجانی انتخاب هیئت رئیسه دایم در ۷ خرداد ۱۳۵۹ صورت گرفت و اکبر هاشمی رفسنجانی با کسب اکثریت آرا عهده‌دار ریاست مجلس شد و نائب رئیسان سیدعلی اکبر پرورش، سید محمد موسوی خوئینی‌ها، حبیب‌الله عسگراولادی، محمد یزدی، سید محمد خامنه‌ای بودند.
انتخابات نخستین دوره مجلس شورای ملی، پس از پیروزی انقلاب اسلامی، با آزادی بیشتر در انتخابات برگزار گردید و گروه‌هایی به غیر حزب جمهوری اسلامی، نهضت آزادی ایران و جنبش مسلمانان مبارز نیز موفق به راهیابی به مجلس اول شدند. اما پس از آن در برگزاری انتخابات، محدودیت‌هایی ایجاد شد. مرتضی الویری از نمایندگان مجلس اول می‌گوید:
نام مجلس اول با محتوای آن همخوانی داشت. مجلس اول در مواردی مانند نحوه برگزاری انتخابات، حضور نیروهای برآمده از انقلاب اول و مواجهه با حوادث کلیدی انقلاب، اول بود… مجلس اول مجلسی بود که اثری از نظارت استصوابی و غربال‌کردن کاندیداها وجود نداشت. مجلس اول آزادترین مجلسی است که بعد از انقلاب شکل گرفت. در یک مقطعی عزت‌الله سحابی رئیس کمیسیون برنامه و بودجه مجلس و آقای بیت‌اوشانا نماینده اقلیت‌های مذهبی، رئیس کمیسیون بهداشت بود. آقای بیت‌اوشانا می‌گفت من حزب‌اللهی و خط امامی هستم. اواخر دوره چندروزی او را به اتهام همکاری با حزب توده دستگیر کردند و به زندان اوین بردند. خودش می‌گفت وقتی که با چشمان بسته به بخشی از زندان واردش کردند از او پرسیدند اینجا کجاست؟ بیت‌اوشانا گفت، آخر خط امام.

## نامزدها
با تصویب شورای انقلاب انتخابات بین نامزدها (و نه احزاب و فهرست‌های انتخاباتی) و در حوزه‌های انتخابیه جداگانه برگزار می‌شد که هر حوزه انتخابیه معمولاً از یک شهرستان تشکیل می‌شد. برای پیروزی در انتخابات کسب اکثریت مطلق (۵۰٪ به علاوه یک رأی) برای هر کاندیدا لازم بود و اگر این اکثریت حاصل نمی‌شد انتخابات به مرحله دوم می‌کشید.
حدود ۱۹۰۰ نفر برای این انتخابات ثبت نام کردند که از آن میان ۵۴۰ نفر، نامزد نمایندگی از تهران و مابقی کاندیدای سایر شهرهای کشور بودند. دو فهرست موفق شهر تهران «فهرست ائتلاف بزرگ» (جامعه روحانیت مبارز، حزب جمهوری اسلامی، سازمان مجاهدین انقلاب اسلامی و چند گروه دیگر) و فهرست «گروه همنام» (نهضت آزادی و برخی نیروهای ملی-مذهبی) بودند که سه نامزد مشترک (حسن حبیبی، محمدعلی رجایی و علی اکبر معین‌فر) هم در میان آنان حضور داشتند. داشتند.

### فهرست ائتلاف بزرگ
جامعه روحانیت مبارز و حزب جمهوری اسلامی ابتدا فهرست‌های جداگانه‌ای را منتشر کرده بودند که البته اشتراکات زیادی داشت اما در ۲۲ اسفند ۱۳۵۸ این دو گروه همراه با سازمان مجاهدین انقلاب اسلامی و چند گروه دیگر) برای رسیدن به یک فهرست مشترک ۳۰ نفره به توافق رسیدند:
سید علی خامنه‌ای، اکبر هاشمی رفسنجانی، محمدجواد باهنر، حسن آیت، محمدعلی رجایی، کاظم موسوی بجنوردی، علی اکبر ناطق نوری، عبدالمجید معادیخواه، فخرالدین حجازی، هادی غفاری، محمدعلی هادی، محمد موسوی خوئینی‌ها، علی‌اکبر معین‌فر، حسین کمالی، اسدالله لاجوردی، گوهرالشریعه دستغیب، محمدباقر لواسانی، سیف‌الله وحید دستجردی، سعید امانی، رضا زواره‌ای، علی‌اکبر ولایتی، حبیب‌الله عسگراولادی، اکبر پوراستاد، محمدجواد حجتی کرمانی، نجفقلی حبیبی، مهدی شاه‌آبادی، محمدحسن اسلامی، محسن مجتهد شبستری، احمد مولایی و فرشته هاشمی.
در این فهرست از فهرست اولیه حزب جمهوری اسلامی ۲۳ نفر حضور داشتند و «سیدابوالقاسم هزاوه‌ای، اکبر پوراستاد، محمد باقر شایورد، عبدﷲ جاسبی، ابوالقاسم سرحدی زاده، محمود کاشانی، و جواد منصوری» که همگی از
اعضای شورای مرکزی یا اعضای فعال حزب بودند، حذف شده بودند. از فهرست اولیه جامعه روحانیت مبارز هم ابراهیم یزدی، مصطفی چمران، علی اصغر مروارید، علی گلزاده غفوری، و عبدالمجید ایروانی حذف شده بودند.
فهرست ائتلاف بزرگ موفق‌ترین فهرست در انتخابات تهران بود. ۲۱ نماینده از این فهرست به مجلس راه یافتند. ۱۲ نفر در دور اول و ۹ نفر در دور دوم.

### گروه همنام (نهضت آزادی)
این فهرست که دومین فهرست موفق در انتخابات تهران بود از ۱۸ نفر تشکیل می‌شد:
مهدی بازرگان، جلال‌الدین آشتیانی، عبدالعلی بازرگان، فتح‌الله بنی‌صدر، علی‌اصغر بهزادنیا، محمد توسلی، مصطفی چمران، حسن حبیبی، علی دانش منفرد، محمدعلی رجایی، یدالله سحابی، عزت‌الله سحابی، هاشم صباغیان، علی صادقی تهرانی، مصطفی کتیرایی، علی‌اکبر معین‌فر، محمود مانیان و ابراهیم یزدی.
فهرست گروه همنام سه کاندیدای مشترک با فهرست ائتلاف بزرگ؛ حسن حبیبی، محمدعلی رجایی و علی‌اکبر معین‌فر و سه کاندیدای مشترک با دفتر همکاری؛ حسن حبیبی، عزت‌الله سحابی و فتح‌الله بنی‌صدر داشت.
فهرست گروه همنام توانست نه نامزد خود – مهدی بازرگان، ابراهیم یزدی، علی‌اکبر معین‌فر، مصطفی چمران، یدالله سحابی، محمدعلی رجایی، عزت‌الله سحابی، حسن حبیبی، و هاشم صباغیان- را راهی مجلس کند. بازرگان با ۱ میلیون و ۴۴۷ هزار رأی در رتبه سوم قرار گرفت آن هم در شرایطی که کاندیدای اختصاصی این فهرست بود و هیچ گروه دیگری او را در فهرست خود قرار نداده بود.

### دفتر همکاری مردم با رئیس‌جمهور
محمدحسن اسلامی، محمدحسین بتولی، فتح‌الله بنی‌صدر، محمدرضا پسندیده، عبدالصمد تقی‌زاده، محمد جعفری، حسن حبیبی، محمدجواد حجتی کرمانی، فخرالدین حجازی، کاظم سامی، عزت‌الله سحابی، مهدی شاه‌آبادی، محمدباقر شایورد، حسین شفیعی، طاهره صفارزاده، اعظم طالقانی، مهدی ظریف، نعمت غلاموند، علی گلزاده غفوری، علی‌اصغر مروارید و محمدعلی هادی.
۹ نفر از ۲۱ نامزد منتخب دفتر رئیس‌جمهور به نمایندگی تهران رسیدند که از بین آنها فقط اعظم طالقانی نامزد اختصاصی این فهرست بود. فخرالدین حجازی، محمدعلی هادی، حجتی کرمانی و مهدی شاه‌آبادی کاندیداهای مشترک این فهرست با ائتلاف بزرگ، حسن حبیبی کاندیدای مشترک با گروه همنام و ائتلاف بزرگ، عزت‌الله سحابی و فتح‌الله بنی‌صدر مشترک با گروه همنام، کاظم سامی کاندیدای مشترک با جنبش مسلمانان مبارز و جاما، و علی گلزاده غفوری کاندیدای مشترک با مجاهدین خلق و جنبش مسلمانان مبارز بودند.

### کاندیداهای انقلابی و ترقی‌خواه (مجاهدین خلق)
غلامرضا آذرش گرگانی، عباس آگاه، مهدی ابریشم‌چی، محمد احمدی، علی‌محمد تشید، حسن توانایان‌فرد، یزدان حاج حمزه، عباس داوری، اشرف ربیعی، مسعود رجوی، فاطمه رضایی، محمد سیدی کاشانی، معصومه شادمانی، محمد آقامدیر شانه‌چی، مریم طالقانی، عذرا علوی طالقانی، مریم قجر عضدانلو، علی گلزاده غفوری، عبدالکریم لاهیجی، مجید معینی، محمد ملکی، علیرضا جعفری منصوری، منوچهر هزارخانی و پرویز یعقوبی.
از فهرست مجاهدین خلق علی گلزاده غفوری (کاندیدای مشترک با دفتر همکاری و جنبش مسلمانان مبارز) موفق به ورود مجلس شد. مسعود رجوی با ۵۳۰ هزار رأی به دور دوم راه یافت اما در دور دوم انتخاب نشد. ۲۹ کاندیدای مجاهدین خلق در شهرستان‌ها هم به دور دوم رسیدند اما هیچ‌کدام در این مرحله انتخاب نشدند.

### جبهه ملی
فهرست جبهه ملی در تهران فهرستی کامل نبود و فقط شامل ۱۱ کاندیدا می‌شد که تنها همپوشانی آن با فهرست‌های دیگر حضور محمود مانیان در فهرست نهضت آزادی بود:
کاظم حسیبی، اصغر پارسا، اسدالله مبشری، پرویز ورجاوند، عبدالکریم انواری، محمود مانیان، حسن لباسچی، ادیب برومند، حسن شهیدی، ابراهیم کریم‌آبادی و عبدالحسین خلیلی.
تعدادی از کاندیداهای جبهه ملی در شهرستان‌ها از جمله احمد مدنی، خسرو قشقایی، کریم سنجابی، علی اردلان و ابوالفضل قاسمی پیروز انتخابات شدند اما یا انتخابات در آن حوزه باطل شد یا مجلس اعتبارنامه نمایندگی آن‌ها را تصویب نکرد. در تهران هیچ‌یک از کاندیداهای آن موفق به ورود به مجلس نشدند.

### جاما
کاظم سامی، مهدی ظریف، نظام‌الدین قهاری، محمود نکوروح مطلق، محمد ملکی، عبدالکریم لاهیجی، عبدالصمد تقی‌زاده، محمدجواد حجتی کرمانی، محمد موسوی خوئینی‌ها، عزت‌الله سحابی، مصطفی میرخانی و عزت‌الله خلیلی.
از فهرست ۱۲ نفره جاما (جنبش انقلاب مردم مسلمان ایران) چهار نفر موفق به ورود به مجلس شدند که یکی از آنها کاظم سامی رهبر این حزب بود. البته سامی در فهرست دفتر همکاری مردم با رئیس‌جمهور و جنبش مسلمانان مبارز هم حضور داشت. محمدجواد حجتی کرمانی (مشترک با ائتلاف بزرگ و دفتر همکاری رئیس‌جمهور)، محمد موسوی خوئینی‌ها (مشترک با ائتلاف بزرگ و جنبش مسلمانان مبارز) و عزت‌الله سحابی (مشترک با دفتر همکاری و گروه همنام) هم به مجلس راه یافتند.

### جنبش مسلمانان مبارز
جنبش مسلمانان مبارز ۱۱ کاندیدا را برای تهران معرفی کرد که پنج نفر از آنها با جاما و چهار نفر با مجاهدین خلق مشترک بودند. از این فهرست کاظم سامی، علی گلزاده‌غفوری و محمد موسوی خوئینی‌ها موفق به ورود مجلس شدند.
علی گلزاده غفوری، محمد موسوی خوئینی‌ها، حسن افتخار اردبیلی، عزت‌الله خلیلی، مصطفی میرخانی، کاظم سامی، طاهره صفارزاده، مسعود رجوی، محمد ملکی، مهدی ابریشم‌چی و محمد شانه چی.

### حزب توده
فهرست حزب توده در تهران به دو بخش تقسیم شده بود:
اعضای حزب توده: نورالدین کیانوری، احسان طبری، محمدعلی عمویی، منوچهر بهزادی، فرج‌الله میرزایی، مریم فیروز، رفعت محمدزاده، هوشنگ ناظمی، محمد پورهرمزان، ملک‌تاج محمدی، سیاوش کسرایی، محمود سیدروغنی، فاطمه ایزدی، هوشنگ شهلایی.
کاندیداهای مورد حمایت: حسن حبیبی، محمدجواد حجتی کرمانی، محمد موسوی خوئینی‌ها، مسعود رجوی، کاظم سامی، عزت‌الله سحابی، ابوالقاسم سرحدی‌زاده، سید هبت‌الله طبیب غفاری، اعظم طالقانی، علی‌محمد فرخنده جهرمی، محمدباقر شایورد، علی گلزاده غفوری، پروانه فروهر، محمدکاظم موسوی بجنوردی، محمد مدیر شانه‌چی.
بررسی صلاحیت نامزدها
در نخستین انتخابات میان‌دوره‌ای مجلس «مصطفی تهرانی» فرماندار وقت تهران در واکنش به ثبت‌نام اعضای حزب توده برای حضور در انتخابات، طی نامه‌هایی جداگانه به هیئت سه نفر نظارت و شورای نگهبان، خواستار راهنمایی و ارشاد در مورد نحوه رسیدگی به صلاحیت نامزدهایی چون کیانوری، عمویی و طبری شد.
هیئت سه‌نفره نظارت بر انتخابات تهران در پاسخ به این استعلام نامزدی اعضای احزاب چپ و مارکسیست را بلامانع دانست اما آیت‌الله صافی گلپایگانی، دبیر وقت شورای نگهبان در پاسخ به وزارت کشور اعلام کرد «آنچه از قانون اساسی مخصوصاً اصل ۶۷ در مورد سوگند به خداوند متعال و پاسداری از حریم اسلام و مفهوم اصل ۶۴ استیفاد می‌شود؛ فقط کسانی صلاحیت نمایندگی مجلس شورای اسلامی را دارند که یا مسلمان و متعهد به مبانی اسلام یا از اقلیت‌های مذکور در اصل ۶۴ باشند.» و بر این اساس در انتخابات میان‌دوره‌ای مجلس اول ۲۳ نفر از اعضای حزب توده توسط شورای نگهبان رد صلاحیت شدند.
'بدین ترتیب این آغازی بر حضور شورای نگهبان در تأیید صلاحیت در انتخابات گردید.'

## نمایندگان دوره اول مجلس شورای اسلامی
با توجه به ترکیب اعضا، می‌توان مجلس اول را متنوع‌ترین و سیاسی‌ترین مجلس در طول حیات جمهوری اسلامی تا به امروز خواند. البته این امر باعث بروز تنش‌ها و حتی درگیری‌های فیزیکی در مجلس بود.
از نظر سنّی، بیشترین گروه سنی را افراد ۳۰ تا ۳۵ سال (۷۲ نفر) و کمترین گروه سنّی را افراد بالای ۷۰ سال (۳ نفر) به خود اختصاص می‌دادند. از نظر سطح سواد، ۵۶ نفر زیر دیپلم، ۳۷ نفر دیپلم، ۲۴ نفر کاردان، ۶۶ نفر کارشناس، ۳۲ نفر کارشناس ارشد، ۲۶ نفر دکترا، ۸ نفر متخصّص و باقی دارای تحصیلات حوزوی بودند.

## تغییرات نمایندگان
برخی از منتخبان نخستین دور مجلس بر اثر چهار دلیل (رد اعتبار نامه و عدم صدور آن، استعفا، انتقال به سایر قوا، فوت به دلیل ترور، بمب‌گذاری تصادف یا علل طبیعی) موفق به حضور یا ادامه حضور در مجلس اول نشدند.

### نمایندگان مستعفی
در مجلس اول دو گروه از نمایندگان از این سمت استعفا دادند تعدادی که خود شخصاً استعفا دادند و تعدادی که با توجه به مشکلات سیاسی پیش آمده مجبور به عدم شرکت در جلسات شده و مجلس آنان را مستعفی شناخت:

#### نمایندگان مستعفی از نگاه مجلس
سرگون بیت اوشانا، احمد سلامتیان، احمد غضنفرپور، محمدمهدی کرمی، علی گلزاده غفوری.

#### منتخبان استعفا داده به اختیار شخصی
محمدزید بهبهانی، محمد شجاعی، حسین کرمانی، محمدتقی مطهری فریمانی.

### عدم صدور اعتبار نامه یا رد آن
مجلس اول اعتبار نامه افراد زیر را تأیید نکرد:
حسن بهروزیه، جعفر توکلی، اسدالله جوانمردی، ابوالقاسم حسینجانی، رحمان دادمان، خسرو ریگی، محمدرحیم سعادتی، رامپور صدر نبوی، خسرو قشقایی، اسحق فرهمند، سید احمد مدنی و علی مهیمی.
و این افراد نیز اعتبار نامه آنان از سوی دولت صادر نگردید: خسرو قشقایی، کریم سنجابی، علی اردلان و ابوالفضل قاسمی.

### نمایندگان  منتقل شده در مجریه و قضائیه
محمد امامی کاشانی، محمدجواد باهنر، سید اکبر پرورش، احمد توکلی، محمدصادق حائری شیرازی، غلامرضا حسنی بزرگ‌آباد، سیدعلی حسینی خامنه‌ای، سیدمحمد خاتمی، محمدعلی رجایی، حبیب‌الله عسگراولادی مسلمان، محمدعلی نژادساریخانی، سیدمحمد غرضی، حسن غفوری‌فرد، عبدالمجید معادیخواه، سیدحسین موسوی تبریزی، علی‌اکبر ناطق نوری، علی‌اکبر ولایتی.

### نمایندگان فوت شده
نمایندگان کشته شده در ترور و بمب‌گذاری و جنگ عبارتند از: محمدتقی بشارت، سیدرضا پاک‌نژاد، علی‌رضا چراغزاده، دزفولی، سید محمدتقی حسینی طباطبایی، سید محمدباقر حسین لواسانی، شمس‌الدین حسینی نایینی، غلامحسین حقانی، محمدعلی حیدری، رحمان استکی، عباس حیدری، سید محمدکاظم دانش، غلامرضا دانش آشتیانی، علی‌اکبر دهقان، عبدالحمید دیالمه، سید فخرالدین رحیمی، سید محمدجواد شرافت، میربهزاد شهریاری، قاسم صادقی، محمدحسین صادقی، سید نورالدین طباطبایی‌نژاد، محمدحسن طیبی، سیف‌الله عبدالکریمی کومله، عبدالوهاب قاسمی، عمادالدین کریمی، بیژنی‌نژاد، محمدعلی منتظری، عباسعلی ناطق نوری، مهدی نصیری لاری، علی هاشمی سنجابی. (در حادثه بمب‌گذاری حزب جمهوری اسلامی) حسن آیت، مجتبی استکی (ترور شده). مصطفی چمران، مهدی شاه‌آبادی، و ….

## اقدامات
از جمله اقدامات جنجالی مجلس اول تصویب عدم کفایت سیاسی سیدابوالحسن بنی صدر و تصویب آزادی گروگان‌های سفارت آمریکا می‌باشد.
این دوره ۶۲۵ جلسه علنی و ۱۶ جلسه غیرعلنی برگزار کرد که حدوداً ۲۴۰۰ ساعت وقت گرفت و ۸۰۴ لایحه و طرح مطرح شد. این پرکاری به دلیل شرایط حسّاس انقلاب بود. در ضمن ۳۱ بار بحث کابینه در دستور قرار گرفت که طی آن ۱۰۲ نفر وزیر رای اعتماد گرفتند و ۱۲ نفر با رای عدم اعتماد مجلس به وزارت نرسیدند.
ازجمله مشکلات مجلس اوّل ناامنی کشور به واسطهٔ انقلاب و جنگ ایران و عراق بود. طی چهار سال ۳۲ نفر کشته شدند. علاوه برآن ترور مسئولان مملکتی و جایگزینی نمایندگان به‌جای آنها باعث استعفای ۱۷ نفر از نمایندگان شد. سید محمد خاتمی، سید علی خامنه‌ای، مصطفی چمران، احمد توکلی، احمد ناطق نوری، محمدعلی رجایی و محمدجواد باهنر از جملهٔ این افراد هستند.

## نتایج
در مرحله اول انتخابات ۱۸ نامزد از تهران و ۷۹ نامزد از شهرستان‌ها به مجلس راه یافتند. انتخابات مورد اعتراض شدید برخی از گروه‌ها به ویژه سازمان مجاهدین خلق قرار گرفت که مدعی تقلب گسنرده در انتخابات بودند. حتی یک نامزد از این سازمان هم در مرحله اول به مجلس راه نیافته بود. اعتراضات شدید و ناآرامی‌ها باعث شد تا انتخابات مرحله دوم در بعضی شهرها برگزار نشود. ضمن اینکه در برخی حوزه‌ها مثل اقلید، کرمانشاه و درگز که به ترتیب خسرو قشقایی از جبهه ملی ایران، کریم سنجابی از جبهه ملی ایران و ابوالفضل قاسمی از حزب ایران در مرحله اول به پیروزی رسیده بودند، انتخابات باطل شد. با توجه به همین شرایط فقط ۲۴۳ نماینده در زمان افتتاح به جای ۲۷۰ نماینده وارد مجلس شدند که ترکیب آن‌ها در مجلس به این شرح بود:
- ائتلاف بزرگ: جامعه روحانیت مبارز، حزب جمهوری اسلامی، سازمان مجاهدین انقلاب اسلامی، انجمن اسلامی معلمان، نهضت زنان مسلمان، سازمان فجر اسلام، اتحادیه انجمن‌های اسلامی شهر ری و بنیاد الهادی - ۸۵ نماینده
- فراکسیون همنام: نهضت آزادی: حدود ۲۰ نماینده
- دفتر هماهنگی همکاری‌های مردم با رئیس‌جمهور: حامی ابوالحسن بنی صدر - حدود ۳۳ نماینده
- جبهه ملی ایران ۳٪
- حزب توده ۴٪
- شورای مرکزی کاندیداهای انقلابی و ترقی‌خواه: سازمان مجاهدین خلق - بدون نماینده
- مستقلها: حدود ۱۱۵ نماینده (۴۳٪)

## هیئت رئیسه
در طول این چهار سال اکبر هاشمی رفسنجانی ریاست مجلس را بر عهده داشت. بر اساس آیین‌نامه داخلی هر سال برای ریاست و نواب، دبیران، ناظران رای‌گیری می‌گردید. نواب اول و دوم به ترتیب برای نخستین دوره مجلس شورای اسلامی عبارت بودن از:
1. سال اول: علی‌اکبر پرورش سید محمد موسوی خوئینی‌ها
2. سال دوم: سید محمد موسوی خوئینی‌ها حبیب‌الله عسگراولادی
3. سال سوم: محمد یزدی سید محمد خامنه‌ای
4. سال چهارم :سید محمد موسوی خوئینی‌ها محمد یزدی[۹]